# José Basilio Aramburu Atorrasagasti
José Basilio Aramburu Atorrasagasti   (Tolosa, 1668 - Palma, 31 de gener de 1752) fou un militar basc, tinent general dels Reials Exèrcits i capità general de Mallorca durant el regnat de Ferran VI d'Espanya.
El seu pare, Miguel de Aramburu Aburruza, fou diputat general de Guipúscoa i redactor de la Nova Recopilació dels Furs de Guipúscoa de 1696. Va lluitar en la Guerra de Successió Espanyola, participant en les Luzzara (1702) i de Sant Sebastià (1703), i arribant al grau de capità d'infanteria en 1715. En 1727 ascendí a coronel i en 1732 a brigadier destinat al govern de Ceuta. El 1736 va lluitar a la Guerra de Successió Polonesa i en 1738, ascendit a mariscal de camp, fou nomenat Comandant General d'Orà.
En 1740 ascendí a tinent general i en 1743 fou destinat a Itàlia per tal de lluitar a la Guerra de Successió Austríaca. Va participar en la presa de Niça i en la batalla de Coni (1744), de manera que va prendre Montalban i Vilafranca de Mar. El juny de 1744 Felip V el va ennoblir com a comte de Villafuertes, i posteriorment participà en l'atac a Rivarone i la destrucció del pont d'Addo (1745) i la presa de Milà. Després de la derrota de Trebbia (1746) va tornar a Espanya, on fou nomenat Sergent Major de les Guàrdies Espanyoles.
En gener de 1751 va prendre la possessió dels títols de capità general de Mallorca i president de la Reial Audiència de Mallorca. Va morir d'una apoplexia mentre ocupava el càrrec un any després, el 31 de gener de 1752.